# مويسل
مويسل، هي قرية من فئة (ب) تقع في محافظة الرين، والتابعة لمنطقة الرياض في السعودية. وتبعد مويسل عن محافظة الرين بمسافة تقارب () كم.

## الجغرافيا
وهي أحد قرى حصاة قحطان في محافظة الرين التابعة لمنطقة الرياض وهي غرب حصاة قحطان ويسكنها قبائل من ال عليان وهم ال عوان وال سفران وال حرضان وهم يرجعون في ال صالح من ال عليان من الجحادر من قحطان ويوجد بها مدارس للبنين والبنات ويوجد بها مركز امني وكذالك عدد من المساجد وجامع مويسل
يقع شرق مويسل جبال الحصاة القصوى (حصاة ال عليان) وجنوبها شعيب مويسل وغربها جبال برقاء مويسل وهضاب فحوة وشمالها اللهدة وهجرة دراويش

## قيل فيها
خَلا من ديار الحيّ شطّا مويُسـلٍ    *** فاَصْبَحَ مُغَّبْرَّ الجـوانـبِ أقـتـمـا
وعَهدِي به جعْدَ الثرى طيّبَ الرُّبـا *** شفاء المَراض ريُحُه أن تـنـسـمـا